# C/1911 O1 Brooks
C/1911 O1 Brooks è una cometa non periodica scoperta dall'astronomo statunitense William Robert Brooks il 20 luglio 1911.

## Visibilità
La cometa fu ben visibile ad occhio nudo raggiungendo il 16 novembre 1911 la 3 magnitudine con un nucleo apparente di 5a e una coda lunga 2°, il 25 ottobre 1911 la coda appariva ad occhio nudo lunga 40°.